# Luftgütesensor

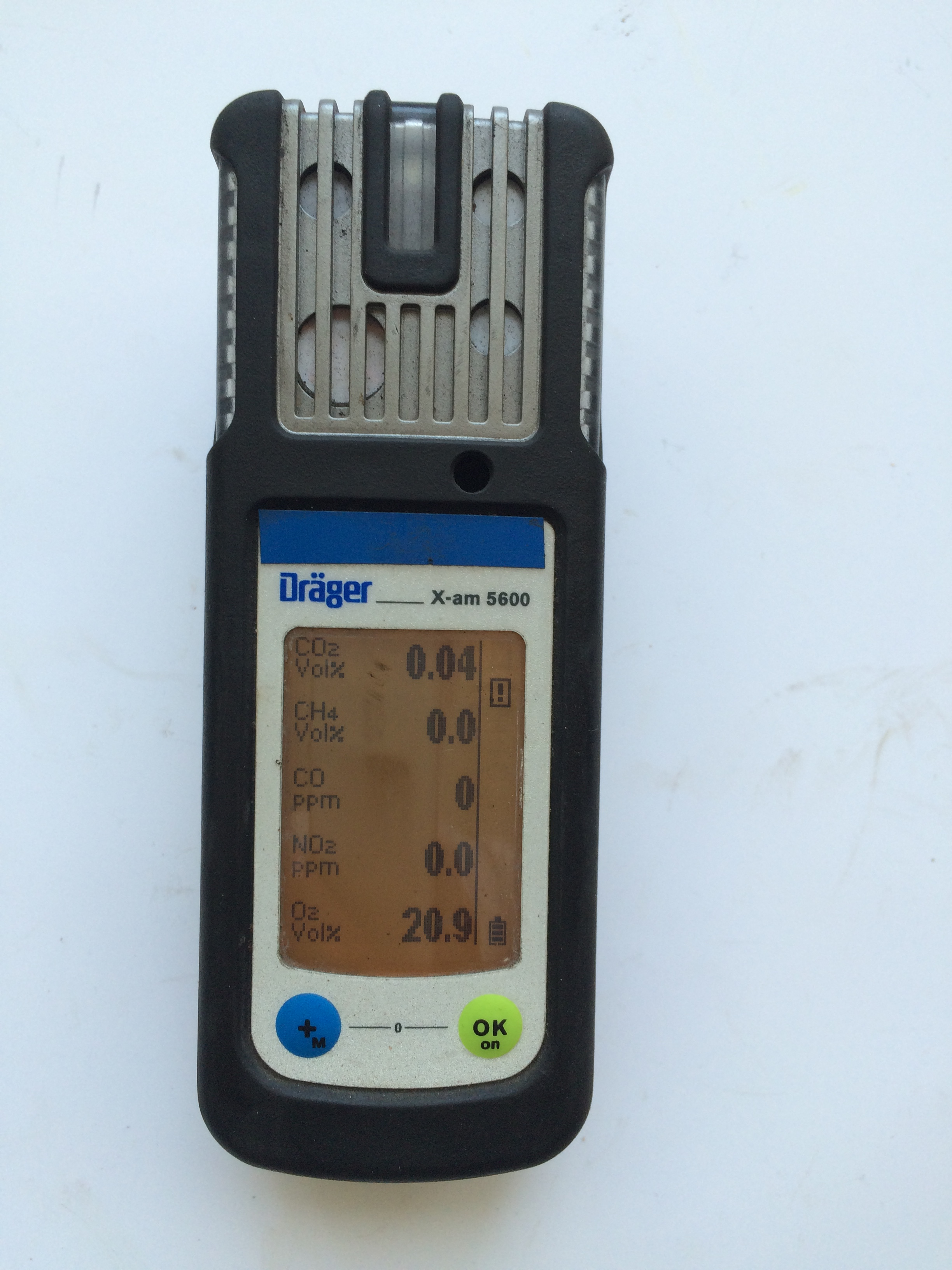
Lüftgütemessgerät

Ein Luftgütesensor ist ein kompakter Gassensor zur Überwachung von Luft mit der Aufgabe Schadstoffe festzustellen und zu messen. Ein Luftgütesensor wird oft in Innenräumen oder Kraftfahrzeugen eingesetzt. Je nach Anwendungsfall kann er in die zu überwachende Strömung in Lüftungssystemen montiert oder freistehend in Räumen aufgestellt werden.
Die Schadstoffe können in Form von oxidierbaren oder reduzierbaren Gasen vorkommen z. B. Stickoxide, Kohlenmonoxid, Kohlenwasserstoffe oder als Dämpfe von Benzol oder Benzin. Im Bereich der Innenraumluft sind besonders flüchtige organische Substanzen von Bedeutung.

## Messprinzip und Funktionsweise
Luftgütesensoren sind Metalloxid-Halbleitergassensoren (MOX), welche unter Gaseinfluss ihre elektrische Leitfähigkeit verändern. Aus dieser Veränderung des elektrischen Widerstandes lässt sich direkt auf das Vorhandensein und indirekt auf die Konzentration eines Schadstoffes schließen.
Das Sensorelement ist auf eine Temperatur im Bereich 300–400 °C beheizt. Die organische Substanzen werden an der Oberfläche zu CO2 und Wasser oxidiert, dabei erhöht sich die Leitfähigkeit. Bei reduzierbaren Gasen, wie Stickoxiden erniedrigt sich die Leitfähigkeit.
Bei Verwendung im Kraftfahrzeug-Bereich werden unter anderen Schadstoffen auch Kraftstoffdämpfe erkannt. Wird ein bestimmter Schwellwert überschritten, erfolgt eine automatische Aktivierung einer Umluftschaltung.[Quelle?] Droht nach längerer Zeit die Qualität der Luft im Innenraum unter die der Frischluft zu sinken, wird vermehrt Luft von außen verwendet. Die automatische Steuerung übernimmt im Fahrzeug die Klimaanlage.
In Innenräumen kann der Sensor entweder zur Regelung einer Belüftungsanlage dienen oder über optische Anzeigen, akustische Signale und dergleichen die aktuelle Luftqualität anzeigen, damit die Bewohner selber die Räume im Bedarfsfall lüften können.

## Bauform und Hersteller
Luftgütesensoren sind im Allgemeinen kompakte Bauteile mit einem elektrischen Verbindungsstecker. Sie sind u. a. von Paragon und AMS in verschiedenen Varianten erhältlich. Es existieren mittlerweile zahlreiche Endverbraucher-Produkte, welche einen Luftgütesensor für die Innenraumluft integriert haben.
Luftgütesensoren werden auch in CO2-Messgeräte eingesetzt, die den Kohlenstoffdioxidgehalt der Luft anzeigen.